# ATP German Open 1987
Il German Open 1987 è stato un torneo di tennis giocato sulla terra rossa. È stata l'81ª edizione del Torneo di Amburgo, che fa parte del Nabisco Grand Prix 1987. Si è giocato al Rothenbaum Tennis Center di Amburgo in Germania, dal 27 aprile al 3 maggio 1987.

## Campioni

### Singolare
Ivan Lendl ha battuto in finale  Miloslav Mečíř, 6–1, 6–3, 6–3.

### Doppio
Miloslav Mečíř /  Tomáš Šmíd hanno battuto in finale  Claudio Mezzadri /  Jim Pugh, 4–6, 7–6, 6–2.